# Eleni Wlachu
Eleni Wlachu (gr. Ελένη Βλάχου, Helen Vlachos, ur. 18 grudnia 1911 w Atenach, zm. 14 października 1995 tamże)  – grecka dziennikarka i opozycjonistka.

## Życiorys
Była córką Georgiosa Wlachu, dziennikarza i wydawcy, który w 1919 roku założył dziennik Kathimerini. Elénī Wlachu pracowała w tej gazecie jako dziennikarka, m.in. relacjonując przebieg Igrzysk Olimpijskich w Berlinie w 1936 roku. Od 1945 roku, gdy dziennik wznowił działalność po zakończeniu okupacji niemieckiej, miała w nim własną kolumnę dotyczącą bieżącej polityki.
W 1951 roku przejęła pismo po śmierci ojca i zaczęła poszerzać jego zasięg. Dziesięć lat później zaczęła wydawać dodatek popołudniowy Mesimerini, a potem także magazyn ilustrowany Eikones oraz kolekcjonerskie zeszyty Galaxias. Wydawane przez Wlachu pisma popierały, choć niebezkrytycznie, grecką prawicę.
Po zamachu stanu w kwietniu 1967 roku zdecydowała się na wstrzymanie wydawania czasopism, aby uniknąć podawania wiadomości narzucanych i cenzurowanych przez juntę. Krytyka jej przywódców (m.in. nazwała Stylianosa Pattakosa klaunem) doprowadziła, w październiku 1967 roku, do zatrzymania Wlachu w areszcie domowym. W grudniu tego samego roku, kilka dni po podjętej przez króla Konstantyna II nieudanej próbie odsunięcia puczystów od władzy, zdecydowała się na ucieczkę. Pomalowała włosy pastą do butów i, korzystając z fałszywego paszportu, wyjechała do Londynu.
W Wielkiej Brytanii prowadziła kampanię przeciw pułkownikom, współpracując z Meliną Mercouri oraz Amalią Fleming. Podjęła pracę w Hellenic Review, wydawanym w Londynie czasopiśmie przeznaczonym dla greckich emigrantów. W tym czasie dotarła do dokumentów wysyłanych przez londyńskiego rzecznika junty do Aten. Informacja o lobbingu prowadzonym w Londynie na rzecz junty była dotkliwym ciosem dla propagandy zamachowców.
Po upadku rządów pułkowników wróciła do Aten i, w 1974 roku, podjęła ponownie wydawanie swoich gazet. W wyborach w tym samym roku została wybrana do parlamentu z ramienia Nowej Demokracji. W 1987 roku sprzedała Kathimerini Georgiosowi Koskotasowi.
Dwukrotnie wychodziła za mąż: w 1935 roku za Ioannisa Arvanitidesa (małżeństwo zakończyło się rozwodem), a w 1951 za Constantinosa Loundrasa.